# 류원 (모델)
류원(중국어 간체자: 刘雯, 정체자: 劉雯, 병음: Liú Wén, 한자음: 유문, 1988년 1월 27일 후난성 융저우 시 ~ )은 중화인민공화국의 모델이다.